# Lavoy Allen
Lavoy Allen (Trenton (Nova Jérsei), 4 de fevereiro de 1989) é um jogador norte-americano de basquete profissional que atualmente joga pelo Indiana Pacers, disputando a National Basketball Association (NBA). Foi draftado em 2011 na segunda rodada pelo  Philadelphia 76ers.